# Алимов, Джунаид Хусанович
Джунаи́д Хуса́нович Али́мов (1922—2016) — советский хозяйственный, государственный и политический деятель.

## Биография
Родился в 1922 году в Гиджуване. Член КПСС.
Участник Великой Отечественной войны. С 1946 года — на хозяйственной, общественной и политической работе. В 1946—1982 гг. — учитель, директор школы, заведующий Бухарским областным отделом народного образования, первый секретарь Бухарского горкома КП Узбекистана, заместитель министра просвещения Узбекской ССР. председатель Бухарского областного совета профсоюзов, партийный и советский работник в Бухарской области.
Умер в Бухаре в 2016 году.